# UCI Nations Cup U23 / 2013
De UCI Nations Cup U23 / 2013 is de zevende editie van de UCI Nations Cup U23. Deze competitie van wielerwedstrijden voor landenteams wordt jaarlijks door de UCI georganiseerd voor wegwielrenners van 19 tot en met 22 jaar. Per wedstrijd worden punten verdiend door de hoogst geëindigde renner per land, die resulteren in een eindrangschikking per land. De competitie bestaat in 2013 uit zes wedstrijden.

## Wedstrijden
| Code   | Datum          | Naam wedstrijd                   | Winnaar                 |
| ------ | -------------- | -------------------------------- | ----------------------- |
| 1.Ncup | 6 april        | Ronde van Vlaanderen U23         | Rick Zabel              |
| 1.Ncup | 10 april       | La Côte Picarde                  | Caleb Ewan              |
| 1.Ncup | 13 april       | ZLM Tour                         | Yoeri Havik             |
| 2.Ncup | 7-9 juni       | Coupe des Nations Ville Saguenay | Sondre Holst Enger      |
| 2.Ncup | 25-31 augustus | Ronde van de Toekomst            | Rubén Fernández Andújar |

## Eindstand
| Plaats | Land                | Punten |
| ------ | ------------------- | ------ |
| 1      | Frankrijk           | 74     |
| 2      | Verenigd Koninkrijk | 64     |
| 3      | Nederland           | 59     |
| 4      | Noorwegen           | 57     |
| 5      | België              | 52     |
| 6      | Kazachstan          | 46     |
| 7      | Italië              | 46     |
| 8      | Duitsland           | 44     |
| 9      | Slovenië            | 42     |
| 10     | Colombia            | 41     |

2007 · 
2008 · 
2009 · 
2010 · 
2011 · 
2012 · 
2013 · 
2014 · 
2015 · 
2016 · 
2017 · 
2018 · 
2019 · 
2020